# Patrick Dorgu
Patrick Chinazaekpere Dorgu (Copenaghen, 26 ottobre 2004) è un calciatore danese, difensore o centrocampista del Manchester Utd e della nazionale danese.

## Caratteristiche tecniche
È un terzino sinistro o in alternativa un esterno mancino di un centrocampo a quattro e sa anche giocare da ala sinistra o destra. Ha doti atletiche quali la forza fisica e la corsa a cui abbina discrete qualità tecniche. Ama spingersi in avanti e partecipare attivamente alla fase offensiva con sovrapposizioni, cross e dribbling.

## Carriera

### Club

#### Lecce
Nato in Danimarca da genitori nigeriani, Dorgu è cresciuto calcisticamente nel settore giovanile del Nordsjælland. Prelevato dal Lecce nel luglio 2022 per 200 000 euro, è stato aggregato alla squadra Under-19, con cui ha vinto, sotto la guida di Federico Coppitelli, il campionato Primavera 2022-2023.
Promosso in prima squadra, ha debuttato il 13 agosto 2023 nell'incontro di Coppa Italia vinto per 1-0 in casa con Como. Una settimana più tardi ha esordito in Serie A, nella partita vinta in casa per 2-1 contro la Lazio. Il 2 febbraio 2024 ha segnato il suo primo gol con la maglia del Lecce, nella partita casalinga vinta per 3-2 contro la Fiorentina.

#### Manchester Utd
Il 2 febbraio 2025, Dorgu viene acquistato a titolo definitivo dal Manchester Utd, in Premier League, per circa trenta milioni di euro (più cinque di bonus), firmando un contratto valido fino al 30 giugno 2030 con il club inglese. Il 7 febbraio esordisce da titolare con i Red Devils nella partita del quarto turno di FA Cup, vinta per 2-1 contro il Leicester City.

### Nazionale
Dal 2022 al 2023 ha militato nella nazionale danese Under-18 e nella nazionale danese Under-19. Il 9 settembre 2023 ha esordito con la nazionale danese Under-20 contro la Francia, venendo espulso al 43° del primo tempo. Due giorni più tardi ha esordito da titolare con la nazionale danese Under-21 nella sconfitta casalinga contro la Slovacchia.
Convocato per la prima volta in nazionale maggiore alla fine di agosto 2024, il 5 settembre seguente ha esordito in nazionale andando in gol, poco dopo essere subentrato, contro la Svizzera, nella partita di UEFA Nations League vinta in casa per 2-0.

## Statistiche

### Presenze e reti nei club
Statistiche aggiornate al 24 maggio 2025.
| Stagione        | Squadra         | Campionato      | Campionato | Campionato | Coppe nazionali | Coppe nazionali | Coppe nazionali | Coppe continentali | Coppe continentali | Coppe continentali | Altre coppe | Altre coppe | Altre coppe | Totale | Totale | Totale |
| Stagione        | Squadra         | Comp            | Pres       | Reti       | Comp            | Pres            | Reti            | Comp               | Pres               | Reti               | Comp        | Pres        | Reti        | Pres   | Reti   |        |
| --------------- | --------------- | --------------- | ---------- | ---------- | --------------- | --------------- | --------------- | ------------------ | ------------------ | ------------------ | ----------- | ----------- | ----------- | ------ | ------ | ------ |
| 2023-2024       | Lecce           | A               | 32         | 2          | CI              | 2               | 0               | -                  | -                  | -                  | -           | -           | -           | 34     | 2      |        |
| 2024-feb. 2025  | Lecce           | A               | 21         | 3          | CI              | 2               | 0               | -                  | -                  | -                  | -           | -           | -           | 23     | 3      |        |
| Totale Lecce    | Totale Lecce    | Totale Lecce    | 53         | 5          |                 | 4               | 0               |                    | -                  | -                  |             | -           | -           | 57     | 5      |        |
| feb.-giu. 2025  | Manchester Utd  | PL              | 12         | 0          | FA Cup+CdL      | 1+0             | 0+0             | UEL                | 7                  | 0                  | CS          | -           | -           | 20     | 0      |        |
| Totale carriera | Totale carriera | Totale carriera | 65         | 5          |                 | 5               | 0               |                    | 7                  | 0                  |             | -           | -           | 77     | 5      |        |

### Cronologia presenze e reti in nazionale
| Cronologia completa delle presenze e delle reti in nazionale ― Danimarca | Cronologia completa delle presenze e delle reti in nazionale ― Danimarca | Cronologia completa delle presenze e delle reti in nazionale ― Danimarca | Cronologia completa delle presenze e delle reti in nazionale ― Danimarca | Cronologia completa delle presenze e delle reti in nazionale ― Danimarca | Cronologia completa delle presenze e delle reti in nazionale ― Danimarca | Cronologia completa delle presenze e delle reti in nazionale ― Danimarca | Cronologia completa delle presenze e delle reti in nazionale ― Danimarca |
| Data                                                                     | Città                                                                    | In casa                                                                  | Risultato                                                                | Ospiti                                                                   | Competizione                                                             | Reti                                                                     | Note                                                                     |
| ------------------------------------------------------------------------ | ------------------------------------------------------------------------ | ------------------------------------------------------------------------ | ------------------------------------------------------------------------ | ------------------------------------------------------------------------ | ------------------------------------------------------------------------ | ------------------------------------------------------------------------ | ------------------------------------------------------------------------ |
| 5-9-2024                                                                 | Copenaghen                                                               | Danimarca                                                                | 2 – 0                                                                    | Svizzera                                                                 | UEFA Nations League 2024-2025 - 1º turno                                 | 1                                                                        | 81’                                                                      |
| 8-9-2024                                                                 | Copenaghen                                                               | Danimarca                                                                | 2 – 0                                                                    | Serbia                                                                   | UEFA Nations League 2024-2025 - 1º turno                                 | -                                                                        | 68’                                                                      |
| 15-10-2024                                                               | San Gallo                                                                | Svizzera                                                                 | 2 – 2                                                                    | Danimarca                                                                | UEFA Nations League 2024-2025 - 1º turno                                 | -                                                                        | 86’                                                                      |
| 15-11-2024                                                               | Copenaghen                                                               | Danimarca                                                                | 1 – 2                                                                    | Spagna                                                                   | UEFA Nations League 2024-2025 - 1º turno                                 | -                                                                        | 87’                                                                      |
| 20-3-2025                                                                | Copenaghen                                                               | Danimarca                                                                | 1 – 0                                                                    | Portogallo                                                               | UEFA Nations League 2024-2025 - Quarti di finale                         | -                                                                        | 87’                                                                      |
| 23-3-2025                                                                | Lisbona                                                                  | Portogallo                                                               | 5 – 2 dts                                                                | Danimarca                                                                | UEFA Nations League 2024-2025 - Quarti di finale                         | -                                                                        | 97’                                                                      |
| 10-6-2025                                                                | Odense                                                                   | Danimarca                                                                | 5 – 0                                                                    | Lituania                                                                 | Amichevole                                                               | -                                                                        |                                                                          |
| Totale                                                                   |                                                                          | Presenze                                                                 | 7                                                                        |                                                                          | Reti                                                                     | 1                                                                        |                                                                          |

| Cronologia completa delle presenze e delle reti in nazionale ― Danimarca under 21 | Cronologia completa delle presenze e delle reti in nazionale ― Danimarca under 21 | Cronologia completa delle presenze e delle reti in nazionale ― Danimarca under 21 | Cronologia completa delle presenze e delle reti in nazionale ― Danimarca under 21 | Cronologia completa delle presenze e delle reti in nazionale ― Danimarca under 21 | Cronologia completa delle presenze e delle reti in nazionale ― Danimarca under 21 | Cronologia completa delle presenze e delle reti in nazionale ― Danimarca under 21 | Cronologia completa delle presenze e delle reti in nazionale ― Danimarca under 21 |
| Data                                                                              | Città                                                                             | In casa                                                                           | Risultato                                                                         | Ospiti                                                                            | Competizione                                                                      | Reti                                                                              | Note                                                                              |
| --------------------------------------------------------------------------------- | --------------------------------------------------------------------------------- | --------------------------------------------------------------------------------- | --------------------------------------------------------------------------------- | --------------------------------------------------------------------------------- | --------------------------------------------------------------------------------- | --------------------------------------------------------------------------------- | --------------------------------------------------------------------------------- |
| 11-9-2023                                                                         | Vejle                                                                             | Danimarca under 21                                                                | 0 – 2                                                                             | Slovacchia under 21                                                               | Amichevole                                                                        | -                                                                                 | 73’                                                                               |
| 17-10-2023                                                                        | České Budějovice                                                                  | Rep. Ceca under 21                                                                | 0 – 0                                                                             | Danimarca under 21                                                                | Qual. Europeo Under-21 2025                                                       | -                                                                                 | 58’ 67’                                                                           |
| 16-11-2023                                                                        | San Pedro del Pinatar                                                             | Danimarca under 21                                                                | 3 – 0                                                                             | Marocco under 21                                                                  | Amichevole                                                                        | -                                                                                 | 46’                                                                               |
| 20-11-2023                                                                        | Newport                                                                           | Galles under 21                                                                   | 1 – 2                                                                             | Danimarca under 21                                                                | Qual. Europeo Under-21 2025                                                       | -                                                                                 |                                                                                   |
| 22-3-2024                                                                         | Ried im Innkreis                                                                  | Austria under 21                                                                  | 1 – 1                                                                             | Danimarca under 21                                                                | Amichevole                                                                        | -                                                                                 | 46’ 78’                                                                           |
| 26-3-2024                                                                         | Vejle                                                                             | Danimarca under 21                                                                | 3 – 0                                                                             | Lituania under 21                                                                 | Qual. Europeo Under-21 2025                                                       | -                                                                                 | 9’ 72’                                                                            |
| 6-6-2024                                                                          | Marbella                                                                          | Danimarca under 21                                                                | 3 – 3                                                                             | Norvegia under 21                                                                 | Amichevole                                                                        | -                                                                                 | 32’                                                                               |
| Totale                                                                            |                                                                                   | Presenze                                                                          | 7                                                                                 |                                                                                   | Reti                                                                              | 0                                                                                 |                                                                                   |

## Palmares

### Club

#### Competizioni giovanili
- Campionato Primavera: 1

Lecce: 2023